# Тшеберадз (Каменський повіт)
Тшеберадз (пол. Trzebieradz, нім. Knurrbusch) — село в Польщі, у гміні Свежно Каменського повіту Західнопоморського воєводства. Населення — 85 осіб (2011).
У 1975—1998 роках село належало до Щецинського воєводства.

## Демографія
Демографічна структура станом на 31 березня 2011 року:
|          | Загалом | Допрацездатний вік | Працездатний вік | Постпрацездатний вік |
| -------- | ------- | ------------------ | ---------------- | -------------------- |
| Чоловіки | 38      | 9                  | 27               | 2                    |
| Жінки    | 47      | 12                 | 27               | 8                    |
| Разом    | 85      | 21                 | 54               | 10                   |